# Фредро, Андрей Максимилиан
Андрей Максимилиан Фредро (пол. Andrzej Maksymilian Fredro; ок. 1620 — 25 апреля 1679, Перемышль) — польский публицист, философ, моралист, государственный деятель и военачальник, воевода подольский, каштелян львовский с 1654 года, староста кросненский, сенатор, делегат и маршалок сейма с 1652 года.
Сочинения Фредро дают представление об идеях польской аристократии XVII века, — Фредро доказывал, что крестьянин рожден для рабства и не способен пользоваться свободой. Фредро называли «польским Тацитом».

## Труды
- «Militaria» (Амстердам, 1668 и Лейпциг, 1757)
- «Gesta populi poloni sub Henrico Valesio» (Данциг, 1652; польский перевод Кондратовича, СПб., 1855);
- «Monita politico-moralia» (Данциг, 1664);
- «Vir Consilii» (посмертное издание, Львов, 1730).

## Семья
- Отец — Юрий Стефан Фредро (ум. 1634) — стольник.
- Мать — Катаржина Бьерецкая
- Жена — Катаржина Гудзинская
- Дочь — Тереза Анна Фредро
- Дочь — Анна Винченца Фредро
- Сын — Ежи Богуслав Фредро
- Сын — Станислав Юзеф Фредро